# Dingosa venefica
Dingosa venefica är en spindelart som först beskrevs av Eugen von Keyserling 1891.  Dingosa venefica ingår i släktet Dingosa och familjen vargspindlar. Inga underarter finns listade i Catalogue of Life.